# Liste der Baudenkmäler in Fronderath
Die Liste der Baudenkmäler in Fronderath enthält die denkmalgeschützten Bauwerke auf dem Gebiet der Stadt Erkelenz im Kreis Heinsberg in Nordrhein-Westfalen (Stand: Oktober 2011). Diese Baudenkmäler sind in der Denkmalliste der Stadt Erkelenz eingetragen; Grundlage für die Aufnahme ist das Denkmalschutzgesetz Nordrhein-Westfalen (DSchG NRW).

| Bild      | Bezeichnung | Lage                                                 | Beschreibung                                                          | Bauzeit                            | Eingetragen seit  | Denkmal- nummer |
| --------- | ----------- | ---------------------------------------------------- | --------------------------------------------------------------------- | ---------------------------------- | ----------------- | --------------- |
| Wegekreuz | Wegekreuz   | Fronderath Meister-Gerhard-Straße / Fronderath Karte | Blaustein auf hohem Sockel; Metallkorpus; schmiedeeiserne Umfriedung. | Zweite Hälfte des 19. Jahrhunderts | 30. November 1983 | 99              |